# Le Vieux Berger
Le Vieux Berger est un film muet français réalisé par Louis Feuillade sorti en 1908.